# Frederik August Stoett

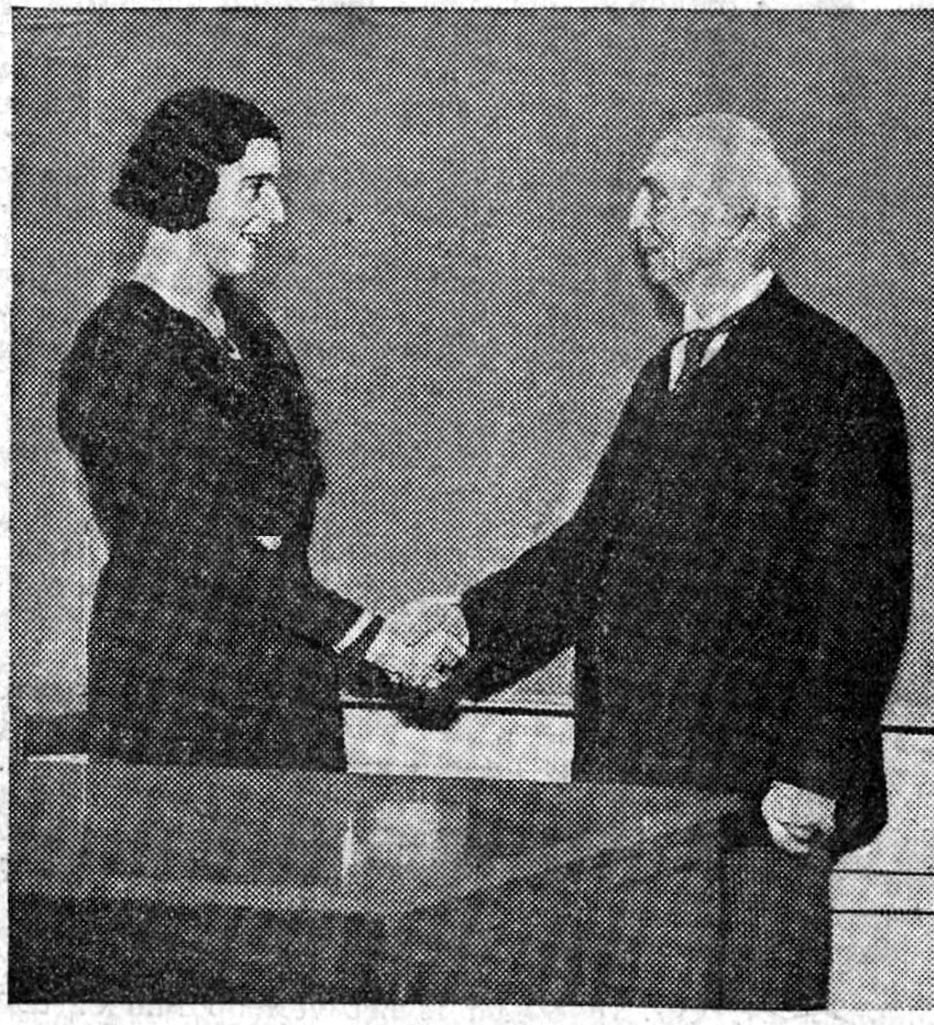
Huldiging van Prof. dr. F.A. Stoett, waarbij portret door Jan Tiele werd aangeboden, 1933. Schilderij niet afgebeeld. (Foto: Algemeen Handelsblad)

Frederik August Stoett (Leeuwarden, 5 mei 1863 – Nijmegen, 27 april 1936) was een Nederlands taalkundige.

## Biografie
Stoett werd geboren als zoon van de gemeente-architect van Leeuwarden. Hij bezocht het stedelijk gymnasium in zijn geboorteplaats, en studeerde vanaf september 1883 aan de Universiteit Leiden. Stoett promoveerde in de Nederlandse letteren op 15 juni 1889.
Hij was vanaf 1888 leraar aan het Stedelijk Gymnasium te Amsterdam, het latere Barlaeus Gymnasium. Daarnaast wijdde hij zich aan de wetenschap rond de Nederlandse taal. Het bekendst is hij geworden met zijn boek over Nederlandse spreekwoorden, waarvan de eerste druk dateert uit 1901. Ook zijn proefschrift, een syntaxis van het Middelnederlands, werd een standaardwerk. Stoett werd in 1919 hoogleraar Nederlandse taal- en letterkunde aan de Universiteit van Amsterdam.
Stoett trouwde op 23 juli 1889 in Leeuwarden met de één jaar jongere Pietje van Driesum, eveneens uit Leeuwarden afkomstig. Het echtpaar kreeg een zoon en twee dochters. De beide meisjes stierven in 1904 aan blindedarmontsteking. Zij waren toen zes en acht jaar. Zijn vrouw overleed in 1926. Na zijn pensionering woonde Stoett in Groesbeek. Hij werd begraven op de Nieuwe Oosterbegraafplaats te Amsterdam.

## Werken
- Proefschrift: Proeve eener beknopte Middelnederlandsche Syntaxis (handelstitel Beknopte middelnederlandsche spraakkunst. Syntaxis), 's-Gravenhage 1889
- Etymologie, behorend bij zijn proefschrift, augustus 1890
- Voltooiing van het door Dr. G. Penon gestarte Glossarium op de Bloemlezing uit Middelnederlandsche dichters, met Eelco Verwijs, Zutphen 1890. Als titel wordt ook gebruikt Middelnederlandsch Woordenboek
- Nieuwe uitgave van het Oudfranse prozaboek Sidrac
- Nederlandse spreekwoorden, spreekwijzen, uitdrukkingen en gezegden (1901).[1] Met dit boek werd Stoett vooral bekend onder het grote publiek.
- Onze volkstaal. Zutphen, Thieme, 1919 (Inaugurele rede Universiteit van Amsterdam)
- Spaansche Brabander. Blijspel (1919)
- Drie Kluchten uit de Zestiende Eeuw (1932).

Daarnaast leverde hij bijdragen aan de tijdschriften Noord en Zuid, Tijdschrift voor Nederlandse Taal- en Letterkunde, Nederlandse Spectator, De Amsterdammer en Belfort.